# Blanširanje
Blanširanje je proces inaktivacije enzima koje prirodno hrana sadrži. Tokom blanširanja delimično se uništavaju vegetativne forme mikro organizama zbog uticaja temperature. Tokom blanširanja dolazi i do promene teksture hrane.
Kratko potapanje namernice u ključalu vodu, a potom u ledenu vodu kako bi se kuvanje prekinulo. Služi za omekšavanje povrća pre duge termičke obrade ili kao priprema za zamrzavanje.